# Alexys Brunel
Alexys Brunel (Boulogne-sur-Mer, 10 ottobre 1998) è un ciclista su strada francese che corre per il team TotalEnergies.
Professionista dal 2020 al 2022, nel giugno 2022 ha annunciato il ritiro dal ciclismo agonistico. Dal luglio 2022 è attivo in formazioni amatoriali francesi.

## Palmarès

### Strada
- 2015 (Juniores)

Boucles de Seine-et-Marne
La Philippe Gilbert Juniors
- 2016 (Juniores)

Gand-Wevelgem Juniors
Chrono des Nations Juniores (cronometro)
Campionati europei, Prova a cronometro Juniores
1ª tappa La Cantonale
Tour de la Région d'Audruicq
- 2017 (Club Cycliste d'Étupes)

Campionati francesi, Prova a cronometro Under-23
1ª tappa Boucles du Haut-Var
3ª tappa Tour Nivernais Morvan (cronometro)
Prix de Marchaux
- 2018 (Club Cycliste d'Étupes)

Campionati francesi, Prova a cronometro Under-23
Arbent-Bourg-Arbent
- 2019 (Équipe Continentale Groupama-FDJ)

Circuit de l'Essor
Classifica finale Essor Basque
Parigi-Tours Espoirs
- 2020 (Groupama-FDJ, una vittoria)

1ª tappa Étoile de Bessèges (Bellegarde > Bellegarde/Côte de la Tour)
- 2022 (Uni Sport Lamentinois, una vittoria)

8ª tappa Tour Cycliste International de la Guadeloupe (Le Moule > Anse-Bertrand)
- 2025 (TotalEnergies, una vittoria)

Grote Prijs Jean-Pierre Monseré

#### Altri successi
- 2016 (Juniores)

Classifica scalatori Corsa della Pace Juniors
- 2020 (Groupama-FDJ)

Classifica giovani Étoile de Bessèges

### Gravel
- 2024

2ª tappa Oregon Trail Gravel (Gilchrist School > Greenwaters Park, Oakridge)
3ª tappa Oregon Trail Gravel (Greenwaters Park, Oakridge > Greenwaters Park, Oakridge)
Criterium Ivan Graït Memorial

## Piazzamenti

### Classiche monumento
- Giro delle Fiandre

2022: ritirato
- Parigi-Roubaix

2022: fuori tempo massimo
2025: 109º
- Giro di Lombardia

2020: ritirato

### Competizioni mondiali
- Campionati del mondo

Richmond 2015 - Cronometro Junior: 10º
Richmond 2015 - In linea Junior: 12º
Doha 2016 - Cronometro Junior: 34º
Doha 2016 - In linea Junior: 14º
Innsbruck 2018 - Cronometro Under-23: 18º
Yorkshire 2019 - Cronometro Under-23: 19º

### Competizioni europee
Plumelec 2016 - Cronometro Juniores: vincitore
Herning 2017 - Cronometro Under-23: 9º
Herning 2017 - In linea Under-23: 111º
Zlín 2018 - Cronometro Under-23: 8º
Zlín 2018 - In linea Under-23: ritirato
Alkmaar 2019 - Cronometro Under-23: 13º